# Пантюхівська волость
Пантюхівська волость — історична адміністративно-територіальна одиниця Старобільського повіту Харківської губернії із центром у слободі Пантюхина.
На 1862 рік до складу волості входили:
- слобода Пантюхина;
- хутір Ганнусів;
- хутір Малярів;
- хутір Височин

Станом на 1885 рік складалася з 5 поселень, 5 сільських громад. Населення — 3136 осіб (1623 чоловічої статі та 1513 — жіночої), 399 дворових господарств.
|                     | Площа, десятин | У тому числі орної, дес. |
| ------------------- | -------------- | ------------------------ |
| Сільських громад    | 10078          | 9528                     |
| Приватної власності | —              | —                        |
| Іншої власності     | 181            | 181                      |
| Загалом             | 10259          | 9709                     |

Основні поселення волості станом на 1885:
- Пантюхина — колишня державна слобода за 75 верст від повітового міста, 1364 особи, 163 дворових господарства, православна церква, школа.
- Бондарівка — колишня державна слобода, 497 осіб, 72 дворових господарства, православна церква, молитовний будинок.
- Ганусівка — колишнє державне село, 607 осіб, 78 дворових господарств, православна церква.

Найбільше поселення волості станом на 1914 рік:
- слобода Пантюхина — 1850 мешканців.

Старшиною волості був Мельник Федір Григорович, волосним писарем — Яровий Давид Євгенович, головою волосного суду — Сохим Федір Андрійович.